# Souro Pires
Souro Pires est une freguesia (paroisse) de la municipalité de Pinhel, dans le district de Guarda, au Portugal.
Avec une superficie de 16,19 km2 et une population de 588 habitants (2011), la densité de la paroisse s'élève à 36,3 hab/km2.

Cette paroisse portugaise est connue pour abriter le Solar dos Távoras ; un manoir construit à la fin du XVe siècle ou au début du XVIe siècle qui est considéré comme le plus représentatif des maisons nobles du district de Guarda et appartient à la famille Távora. Il est classé comme bien d'intérêt public par le Portugal depuis 1943.